# With a Lifetime to Pay
With a Lifetime to Pay is het eerste en tevens enige studioalbum van de Amerikaanse punk-supergroep Zero Down. De band bestond slechts twee jaar, voordat frontman Jim Cherry overleed en de band werd opgeheven in 2002. Het album werd op 20 februari door Fat Wreck Chords uitgegeven.

## Nummers
1. "The Way It Is" - 2:48
2. "No Apologies" - 2:27
3. "Bite the Hand That Feeds" - 2:21
4. "Empty Promised Land" - 2:53
5. "Going Nowhere" - 2:55
6. "It Ain't Over Yet" - 2:07
7. "Everybody's Whore" - 2:20
8. "Suck Seed" - 1:44
9. "Temptation" - 2:47
10. "Never Gonna Be the Same" - 2:11
11. "Self Medication" - 3:18
12. "The Best" - 1:05
13. "A Million More" - 2:38

## Band
- Jim Cherry - basgitaar, zang
- John McCree - gitaar
- Milo Todesco - drums